# Interstate 26
L'Interstate 26 (I-26) è un'autostrada statunitense della Interstate Highway che si estende per 562 chilometri e collega Kingsport con Charleston, passando per Columbia.